# Althepus biltoni
Althepus biltoni is een spinnensoort uit de familie Psilodercidae. De soort komt voor in Sulawesi.